# Cremnocephalus
Cremnocephalus är ett släkte av insekter. Cremnocephalus ingår i familjen ängsskinnbaggar.
Släktet innehåller bara arten Cremnocephalus albolineatus.